# Sergio Pérez (ur. 1986)
Sergio „Cherokee” Pérez Moya (ur. 13 października 1986 w Puebli) – meksykański piłkarz występujący na pozycji prawego obrońcy, reprezentant kraju.

## Kariera klubowa
Pérez pochodzi z miasta Puebla i jest wychowankiem tamtejszego klubu Puebla FC. Do seniorskiego zespołu został włączony jako osiemnastolatek przez argentyńskiego szkoleniowca Roberto Saporitiego i w meksykańskiej Primera División zadebiutował 8 maja 2005 w przegranym 0:3 meczu z Tigres UANL. Na koniec swoich debiutanckich rozgrywek 2004/2005 spadł ze swoim klubem do drugiej ligi, gdzie szybko wywalczył sobie pewne miejsce w wyjściowej jedenastce. W lipcu 2006 udał się na półroczne wypożyczenie do innego drugoligowca – Indios de Ciudad Juárez, w którego barwach również pełnił rolę podstawowego defensora. Po powrocie do Puebli, na koniec rozgrywek 2006/2007, po dwóch latach nieobecności awansował z klubem z powrotem do najwyższej klasy rozgrywkowej, będąc kluczowym punktem drużyny prowadzonej przez José Luisa Sáncheza Solę. Mimo iż przez całą jesień 2007 pauzował z powodu kontuzji, to po rehabilitacji powrócił do podstawowego składu i premierowego gola w pierwszej lidze strzelił 21 lutego 2009 w wygranej 4:2 konfrontacji z Jaguares.
Wiosną 2010 Pérez za sumę 2,5 miliona dolarów zasilił czołowy klub w kraju – CF Monterrey. Już styczniu tego samego roku triumfował w rozgrywkach kwalifikacyjnych do Copa Libertadores – InterLidze. Podczas jesiennego sezonu Apertura 2010 zdobył tytuł mistrza Meksyku, będąc jednak na ogół rezerwowym drużyny Víctora Manuela Vuceticha, zaś w 2011 roku wygrał najbardziej prestiżowe rozgrywki północnoamerykańskiego kontynentu – Ligę Mistrzów CONCACAF. Dzięki temu mógł wziąć udział w Klubowych Mistrzostwach Świata, gdzie zajął ze swoją drużyną dopiero piąte miejsce. W wiosennym sezonie Clausura 2012 odniósł kolejny sukces na arenie krajowej – tym razem w postaci wicemistrzostwa Meksyku – a także po raz drugi triumfował w północnoamerykańskiej Ligi Mistrzów. W grudniu 2012 ponownie pojechał z Monterrey do Japonii, gdzie zanotował występ na Klubowych Mistrzostwach Świata. Tym razem jego zespół spisał się lepiej niż poprzednio, zajmując trzecią lokatę w turnieju.
W styczniu 2013 Pérez przeszedł do ekipy Chivas de Guadalajara, a w ramach umowy między klubami w odwrotną stronę powędrował Omar Arellano. Barwy tego zespołu reprezentował jako podstawowy zawodnik przez sześć miesięcy, nie odnosząc większych sukcesów, po czym na zasadzie wypożyczenia został zawodnikiem drużyny Atlante FC z siedzibą w Cancún. Tam spędził rok w roli podstawowego defensora zespołu, lecz na koniec rozgrywek 2013/2014 spadł z nim do drugiej ligi meksykańskiej. Bezpośrednio po tym udał się na wypożyczenie po raz kolejny, tym razem do klubu Chiapas FC z siedzibą w Tuxtla Gutiérrez, w którego barwach występował przez sześć miesięcy, będąc jednak wyłącznie głębokim rezerwowym. W styczniu 2015 powrócił do swojego macierzystego Puebla FC, z którym już w pierwszym sezonie Clausura 2015 zdobył puchar Meksyku – Copa MX. W kwietniu doznał jednak poważnej kontuzji, wobec której musiał pauzować przez osiem miesięcy (pod jego nieobecność graczy Puebli wywalczyli superpuchar Meksyku – Supercopa MX).

## Kariera reprezentacyjna
W seniorskiej reprezentacji Meksyku Pérez zadebiutował za kadencji selekcjonera José Manuela de la Torre, 2 września 2011 w zremisowanym 1:1 meczu towarzyskim z Polską.

## Statystyki kariery

### Klubowe
| Puebla      | 2004–2005 | Meksyk | Liga MX    | 1   | 0 | —  | — | —              | —  | — | 1   | 0 |
| Puebla      | 2005–2006 | Meksyk | Ascenso MX | 21  | 0 | —  | — | —              | —  | — | 21  | 0 |
| Indios      | 2006–2007 | Meksyk | Ascenso MX | 16  | 0 | —  | — | —              | —  | — | 16  | 0 |
| Puebla      | 2006–2007 | Meksyk | Ascenso MX | 21  | 2 | —  | — | —              | —  | — | 21  | 2 |
| Puebla      | 2007–2008 | Meksyk | Liga MX    | 13  | 0 | —  | — | —              | —  | — | 13  | 0 |
| Puebla      | 2008–2009 | Meksyk | Liga MX    | 34  | 3 | —  | — | —              | —  | — | 34  | 3 |
| Puebla      | 2009–2010 | Meksyk | Liga MX    | 15  | 0 | —  | — | —              | —  | — | 15  | 0 |
| Monterrey   | 2009–2010 | Meksyk | Liga MX    | 9   | 0 | 4  | 0 | CL             | 6  | 0 | 19  | 0 |
| Monterrey   | 2010–2011 | Meksyk | Liga MX    | 25  | 0 | —  | — | LMC            | 11 | 0 | 36  | 0 |
| Monterrey   | 2011–2012 | Meksyk | Liga MX    | 25  | 2 | —  | — | LMC + KMŚ      | 8  | 0 | 33  | 2 |
| Monterrey   | 2012–2013 | Meksyk | Liga MX    | 13  | 0 | —  | — | LMC + KMŚ      | 5  | 0 | 18  | 0 |
| Guadalajara | 2012–2013 | Meksyk | Liga MX    | 15  | 0 | —  | — | —              | —  | — | 15  | 0 |
| Atlante     | 2013–2014 | Meksyk | Liga MX    | 24  | 0 | —  | — | —              | —  | — | 24  | 0 |
| Chiapas     | 2014–2015 | Meksyk | Liga MX    | 2   | 0 | 3  | 1 | —              | —  | — | 5   | 1 |
| Puebla      | 2014–2015 | Meksyk | Liga MX    | 3   | 0 | 9  | 1 | —              | —  | — | 12  | 1 |
| Puebla      | 2015–2016 | Meksyk | Liga MX    | 0   | 0 | —  | — | —              | —  | — | 0   | 0 |
| Puebla      | 2016–2017 | Meksyk | Liga MX    | 0   | 0 | 0  | 0 | —              | —  | — | 0   | 0 |
| Ogółem      | Ogółem    | Ogółem | Ogółem     | 237 | 7 | 16 | 2 | CL + LMC + KMŚ | 30 | 0 | 283 | 9 |

- CL – Copa Libertadores
- LMC – Liga Mistrzów CONCACAF
- KMŚ – Klubowe Mistrzostwa Świata

### Reprezentacyjne
| Meksyk | Meksyk | 2011   | 3 | 0 | — | — | — | — | — | 3 | 0 |
| Ogółem | Ogółem | Ogółem | 3 | 0 | — | — | — | — | — | 3 | 0 |